# Abraxas praepiperata
Abraxas praepiperata là một loài bướm đêm trong họ Geometridae.